# Cantatrix sopranica L.
Cantatrix sopranica L. est un recueil posthume de textes de Georges Perec, paru en 1991 aux éditions du Seuil.
Il rassemble cinq pseudo-études scientifiques ou littéraires, dont la première en anglais, redigée en 1974: Experimental demonstration of the tomatotopic organisation in the Soprano (Cantatrix sopranica L.) étudie l'effet d'un lancer de tomate bien mûre sur les performances musicales d'une chanteuse d'opéra. La deuxième se présente comme un article d'entomologie, la troisième est un hommage à l'auteur de bande dessinée Marcel Gotlib. La quatrième est une courte présentation d'un ouvrage fictif sur la cathédrale de Chartres. La dernière étude, rédigée avec Harry Mathews en 1975-1976, est consacrée à l'écrivain Raymond Roussel.
Georges Perec a également écrit une version française de la Mise en évidence expérimentale d'une organisation tomatotopique chez la soprano (Cantatrix sopranica L.) à l'occasion du jubilé de madame Bonvallé, directrice de recherche à l'INSERM du laboratoire où il travaillait. 

## Postérité
La compositrice Unsuk Chin s'est inspirée de ce texte et plus largement des techniques de jeux avec les mots développées par l'Oulipo pour écrire en 2004-2005 une œuvre intitulée Cantatrix Sopranica pour deux sopranos, contre-ténor et ensemble.